# Sylvan (Town)
Die Town of Sylvan ist eine von 16 Towns im Richland County im US-amerikanischen Bundesstaat Wisconsin. Im Jahr 2010 hatte die Town of Sylvan 555 Einwohner.
Town hat in Wisconsin eine grundlegend andere Bedeutung, als im übrigen englischsprachigen Bereich. Vielmehr entspricht sie den in den anderen US-Bundesstaaten üblichen Townships, die nach dem County die nächstkleinere Verwaltungseinheit bilden.

## Geografie
Die Town of Sylvan liegt im Südwesten Wisconsins. Die Grenze zu Iowa befindet sich rund 45 km westlich. Nach Minnesota sind es rund 60 km in westnordwestlicher Richtung; nach Illinois sind es rund 120 km nach Süden.
Die geografischen Koordinaten des Zentrums der Town of Sylvan sind 43°24′20″ nördlicher Breite und 90°36′11″ westlicher Länge. Sie erstreckt sich über eine Fläche von 93,5 km². 
Die Town of Sylvan liegt im Westen des Richland County und grenzt an folgende Nachbartowns:
|                                                                  | Town of Forest                              | Town of Bloom    |
| Town of Liberty (Vernon County) Town of Kickapoo (Vernon County) | Kompassrose, die auf Nachbargemeinden zeigt | Town of Marshall |
|                                                                  | Town of Akan                                | Town of Dayton   |

## Verkehr
Der U.S. Highway 14 verläuft in Nordwest-Südost-Richtung durch den Süden der Town of Sylvan. Daneben verlaufen noch die County Highways G und U durch das Gebiet der Town. Alle weiteren Straßen sind untergeordnete Landstraßen sowie teils unbefestigte Fahrwege.
Mit dem Richland Airport befindet sich rund 35 km ostsüdöstlich der Town ein kleiner Flugplatz. Die nächsten Verkehrsflughäfen sind der Dubuque Regional Airport in Iowa (rund 150 km südlich), der La Crosse Regional Airport (rund 90 km nordwestlich) und der Dane County Regional Airport in Wisconsins Hauptstadt Madison (rund 131 km ostsüdöstlich).

## Bevölkerung
Nach der Volkszählung im Jahr 2010 lebten in der Town of Sylvan 555 Menschen in 183 Haushalten. Die Bevölkerungsdichte betrug 5,9 Einwohner pro Quadratkilometer. In den 183 Haushalten lebten statistisch je 3,01 Personen. 
Ethnisch betrachtet setzte sich die Bevölkerung zusammen aus 98,0 Prozent Weißen, 0,2 Prozent Afroamerikanern sowie 0,5 Prozent amerikanischen Ureinwohnern; 1,3 Prozent stammten von zwei oder mehr Ethnien ab. Unabhängig von der ethnischen Zugehörigkeit waren 0,5 Prozent der Bevölkerung spanischer oder lateinamerikanischer Abstammung. 
31,5 Prozent der Bevölkerung waren unter 18 Jahre alt, 55,3 Prozent waren zwischen 18 und 64 und 13,2 Prozent waren 65 Jahre oder älter. 46,7 Prozent der Bevölkerung war weiblich.
Das mittlere jährliche Einkommen eines Haushalts lag bei 35.563 USD. Das Pro-Kopf-Einkommen betrug 15.465 USD. 33,9 Prozent der Einwohner lebten unterhalb der Armutsgrenze.

## Ortschaften in der Town of Sylvan
Neben Streubesiedlung existieren in der Town of Sylvan noch folgende gemeindefreie Siedlungen:
- Bosstown
- Sabin
- Sylvan